# Кріста Маколіфф
Шерон Кріста Корріган, у шлюбі Маколіфф (англ. Sharon Christa McAuliffe, 2 вересня 1948, Бостон, Массачусетс, США — 28 січня 1986, міс Канаверал, Флорида) — американська астронавтка і вчителька. Була в складі екіпажу з 7 астронавтів шаттла «Челленджер» і загинула при його старті 28 січня 1986 року.

## Життєпис
У 1970 році закінчила Framingham State College в Бостоні та здобула ступінь бакалавра мистецтв (історія). 1978 року вона закінчила Bowie State University в Мериленді та здобула ступінь магістра мистецтв (організація навчального процесу).
З 1970 по 1978 роки працювала вчителькою історії та англійської мови в середніх школах в містах Морнінгсайд, а пізніше Ленем, штат Мериленд. Після здобуття ступеня магістра з 1978 працювала вчителькою історії, англійської мови та біології в середніх школах міста Конкорд в штаті Нью-Гемпшир.
Була одружена зі Стівеном Маколіффі, мала двох дітей: Скотта і Керолін.

## Підготовка до польоту в космос

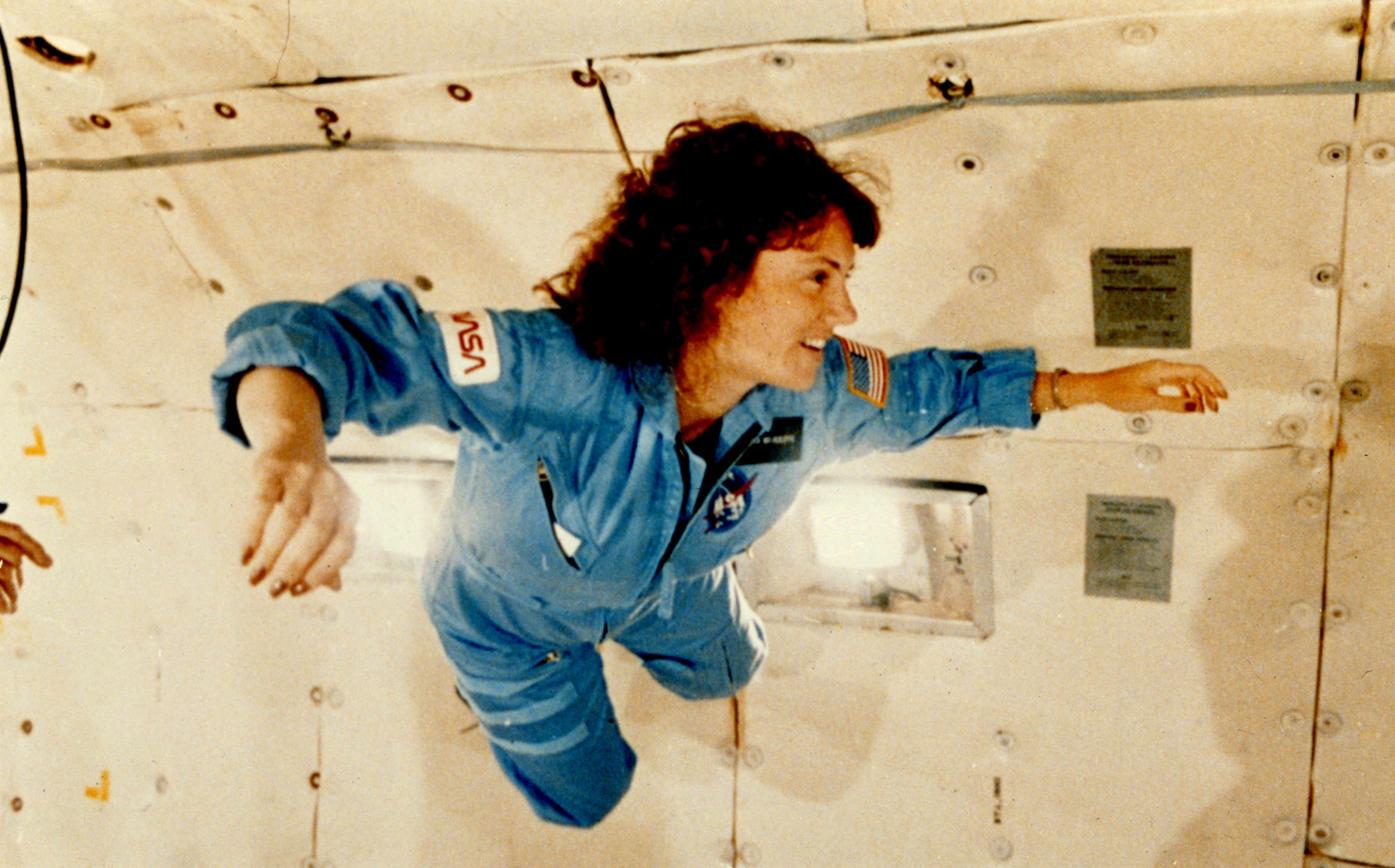
Кріста Маколіфф тренується на тренажері невагомості КС-135

До 1984 року вчені та космонавти США здійснили 55 космічних польотів, і їх успішне повернення на Землю стало чимось звичним. Виникла ідея, що майже кожна молода і здорова людина, потренувавшись кілька місяців, може летіти в космос. Восени був оголошений перший конкурс — «Учитель в космосі». Надійшло близько 11 тисяч заявок, до другого туру потрапило 118 кандидатів, по два від кожного штату і підвладних територій.
19 липня 1985 року віцепрезидент США Джордж Герберт Вокер Буш на урочистій церемонії в Білому домі назвав імена переможниць конкурсу: основної претендентки на політ і її дублерки. Ними стали вчительки середньої школи 37-річна Шарон Кріста Маколіфф і 34-річна Барбара Морган. Маколіфф в своїй промові висловила подяку за довіру і заплакала від щастя. Адже вона, весела і енергійна шкільна вчителька, повинна була стати еталоном нової ери.
У вересні 1985 року Шарон Кріста Маколіфф і Барбара Морган розпочали підготовку у Х'юстоні.
Після тримісячного тренування Маколіфф була готова здійснити політ. Вона була призначена фахівчинею з корисного навантаження шаттла «Челленджер», її завданням було проводити на борту корабля 15-хвилинні уроки про життя і організації наукових робіт на шатлі і про дослідження й використання космосу, а також зняти навчальні сюжети.

## Загибель

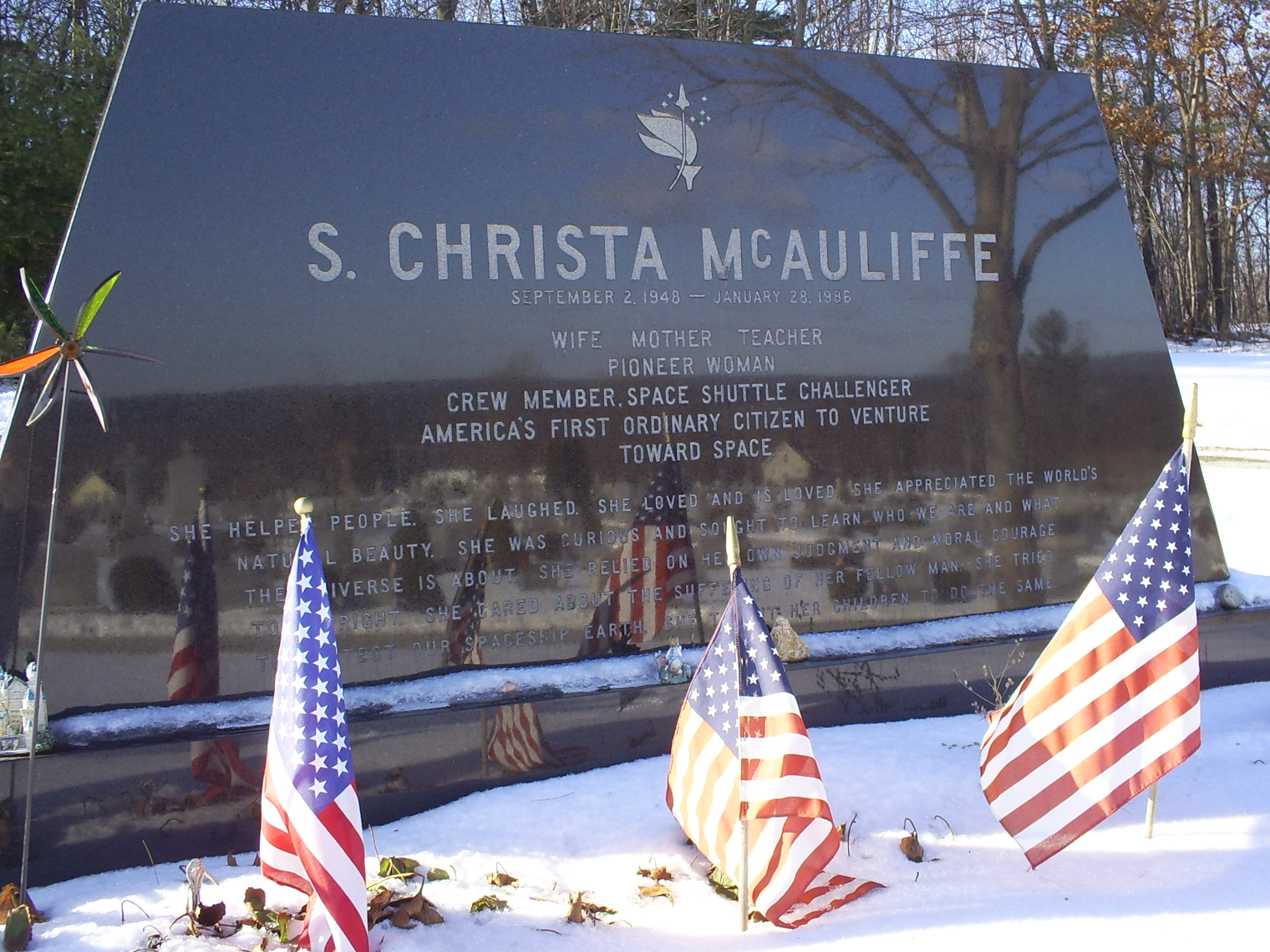
Пам'ятник на могилі Крісти Маколіфф

28 січня 1986 року, о 11:38 за місцевим часом, «Челленджер» з 7-ма астронавтами вирушив у політ. Відразу після зльоту він зазнав катастрофи, в результаті якої весь екіпаж загинув.
Кріста Маколіфф була нагороджена посмертно Космічною медаллю пошани конгресу США і похована на кладовищі міста Конкорд. На її могилі — полірована гранітна плита з написом: «Дружині, матері, вчительці. Піонерці, першому простому громадянину, що стартував в космос».
На честь астронавтки названо астероїд 3352 МакАуліффе.